# Комаровы
Комаро́вы — русские дворянские роды.

## Происхождение и история рода
Опричниками Ивана Грозного (1573) числились Василий и Тимофей Комаровы.
В Боярской книге записан стряпчий Семён Федотович Комаров (1692).
Один из дворянских родов происходит от поручика Саввы Дмитриевича Комарова (1789), имевшего сыновей подполковника Виссариона и полковника Владимира Комаровых. Из внуков Саввы,  Константин Виссарионович (1832—1912) генерал-лейтенант и комендант варшавской крепости. Правнуком Саввы и племянником Константина был  Владимир Леонтьевич Комаров. Этот род Комаровых внесён во II часть родословной книги Воронежской и Витебской губерний.
Существовали также ещё 26 родов Комаровых более позднего происхождения.

Согласно Общему Гербовнику:

Афанасий Комаров в службу вступил в 1769 году, в 1787 году произведён Обер-Секретарем Адмиралтейской Коллегии, и находясь в сем чине, 24 Декабря 1790 года пожалован на дворянское достоинство Дипломом, с коего копия хранится в Герольдии.
Иван Комаров в службу вступил в 1781 году, в 1799 году пожалован Коллежским Асессором и находясь в сём чине, 4 Августа 1829 года  пожалован на дворянское достоинство дипломом, с коего копия хранится в Герольдии.

## Описание гербов

#### Герб. Часть I. № 126.
Щит разделён перпендикулярно на две части; из них в правой в золотом поле изображено Грушевое дерево с плодами; в левой части в серебреном поле несколько рассеянных Комаров. Щит увенчан обыкновенным дворянским шлемом, с страусовыми перьями. Намёт на щите серебреный, подложен зелёным.

#### Герб. Часть X. № 141.
В золотой вершине щита изображены два чёрных орлиных распростёртых крыла. В нижней пространной части, в правом красном поле горизонтально положен серебряный ключ и под ним в серебряном поле шесть комаров, означенные 3, 2 и 1; а в левом голубом поле, на серебряном стропиле находится сердце с пламенем. Щит увенчан дворянскими шлемом и короною с оной страусовыми перьями, на коих золотая шестиугольная звезда. Намёт на щите золотой, подложенный голубым и красным.